# Imus
The Municipality of Imus (Tiếng Filipino: Bayan ng Imus) là một đô thị hạng 1 ở tỉnh Cavite, Philippines> Theo điều tra dân số năm 2007, đô thị này có dân số 253.158 người.

## Các khu dân cư
Imus được chia thành 98 khu dân cư (khu phố) (barangay).
| - Alapan I-A - Alapan II-A - Anabu I-A - Anabu II-A - Poblacion I-A - Poblacion II-A - Poblacion III-A - Poblacion IV-A - Bayan Luma I - Carsadang Bago I - Carsadang Bago II - Malagasang I-A - Malagasang II-A - Medicion I-A - Medicion II-A - Palico I - Pasong Buaya I - Kabihasnan - Tanzang Luma I - Toclong I-A - Toclong II-A - Alapan I-B - Alapan I-C - Alapan II-B - Anabu I-B - Anabu I-C - Anabu I-D - Anabu I-E - Anabu I-F - Anabu I-G - Anabu II-B - Anabu II-C - Anabu II-D | - Anabu II-E - Anabu II-F - Bagong Silang (Bahayang Pag-Asa) - Bayan Luma II - Bayan Luma III - Bayan Luma IV - Bayan Luma V - Bayan Luma VI - Bayan Luma VII - Bayan Luma VIII - Bayan Luma IX - Bucandala I - Bucandala II - Bucandala III - Bucandala IV - Bucandala V - Buhay na Tubig - Carsadang Bago II - Magdalo - Maharlika - Malagasang I-B - Malagasang I-C - Malagasang I-D - Malagasang I-E - Malagasang I-F - Malagasang I-G - Malagasang II-B - Malagasang II-C - Malagasang II-D - Malagasang II-E - Malagasang II-F - Malagasang II-G - Mariano Espeleta I | - Mariano Espeleta II - Mariano Espeleta III - Medicion I-A - Medicion I-B - Medicion I-C - Medicion I-D - Medicion II-A - Medicion II-B - Medicion II-C - Medicion II-D - Medicion II-E - Medicion II-F - Pag-Asa I - Pag-Asa II - Pag-Asa III - Palico II - Palico III - Palico IV - Pasong Buaya II - Pinagbuklod - Poblacion I-B - Poblacion I-C - Poblacion II-B - Poblacion III-B - Poblacion IV-B - Poblacion IV-C - Poblacion IV-D - Tanzang Luma II - Tanzang Luma III - Tanzang Luma IV (Southern City) - Tanzang Luma V - Tanzang Luma VI - Toclong I-B - Toclong I-C - Toclong II-B - treelane III-D |

## Người nổi tiếng quê ở Imus
- Ramon Revilla Sr.
- Ramon Revilla Jr.
- Juanito Remulla
- Gilbert Remulla
- Dominador Camerino
- Panfilo Lacson
- Ayong Maliksi
- Oscar Jaro
- Cesar Virata
- Christian Bautista